# Wąwóz lessowy

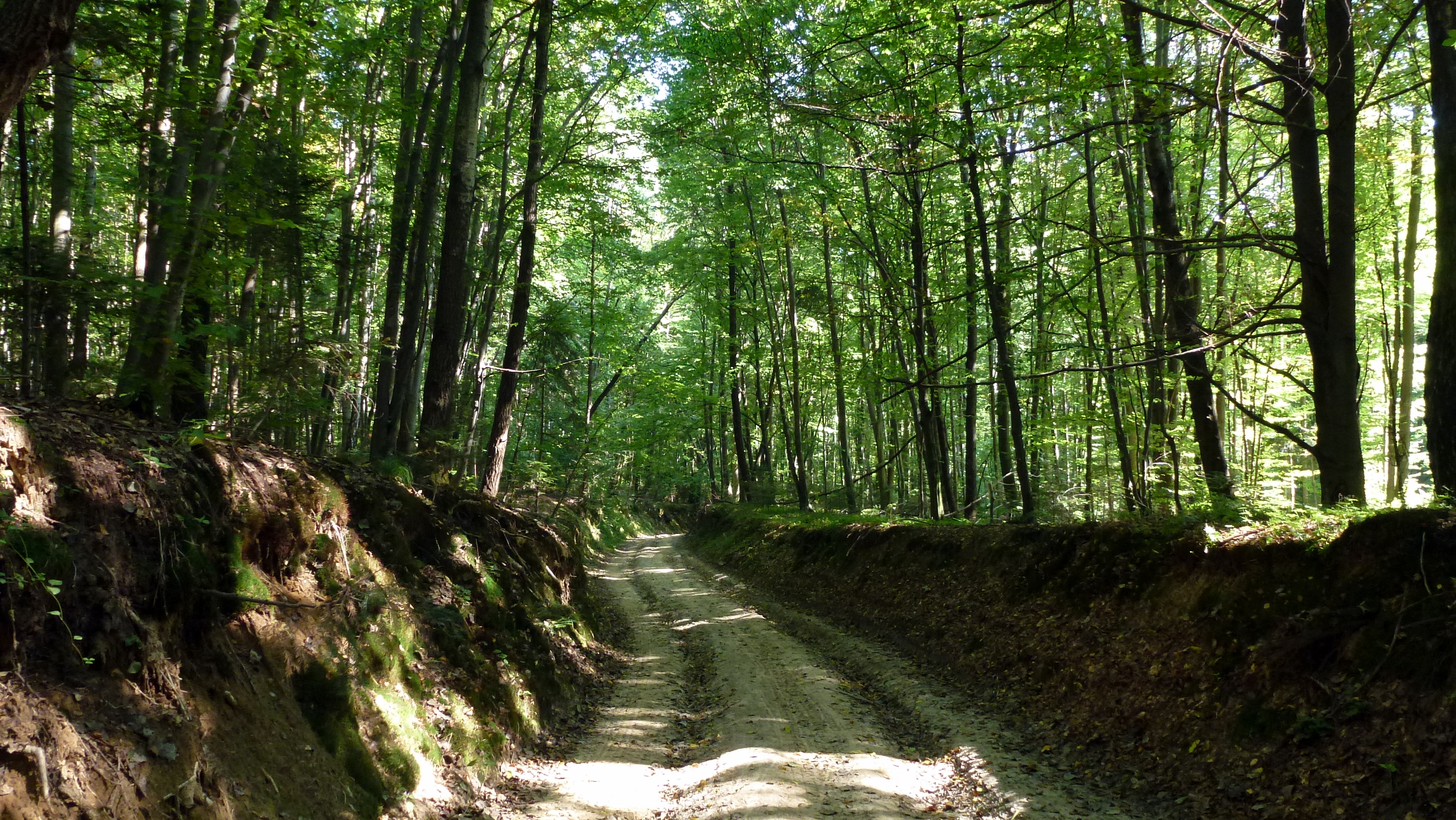
Wąwóz lessowy w lesie Cetnar w Szczebrzeszyńskim Parku Krajobrazowym

Wąwóz lessowy – wydłużona, wklęsła forma terenu o urwistych (stromych) zboczach i płaskim dnie (wąwóz).
Wąwóz powstaje w wyniku działalności erozyjnej wody na less. Po ulewnych deszczach powstają małe doliny, które wskutek dalszego działania wody przekształcają się w wąwóz.
Na zboczach wąwóz może być porośnięty roślinnością. Ta forma terenu pozwala dokładnie przyjrzeć się systemowi korzeniowemu drzew i krzewów.